# Johann Deutschmann (Orgelbauer)

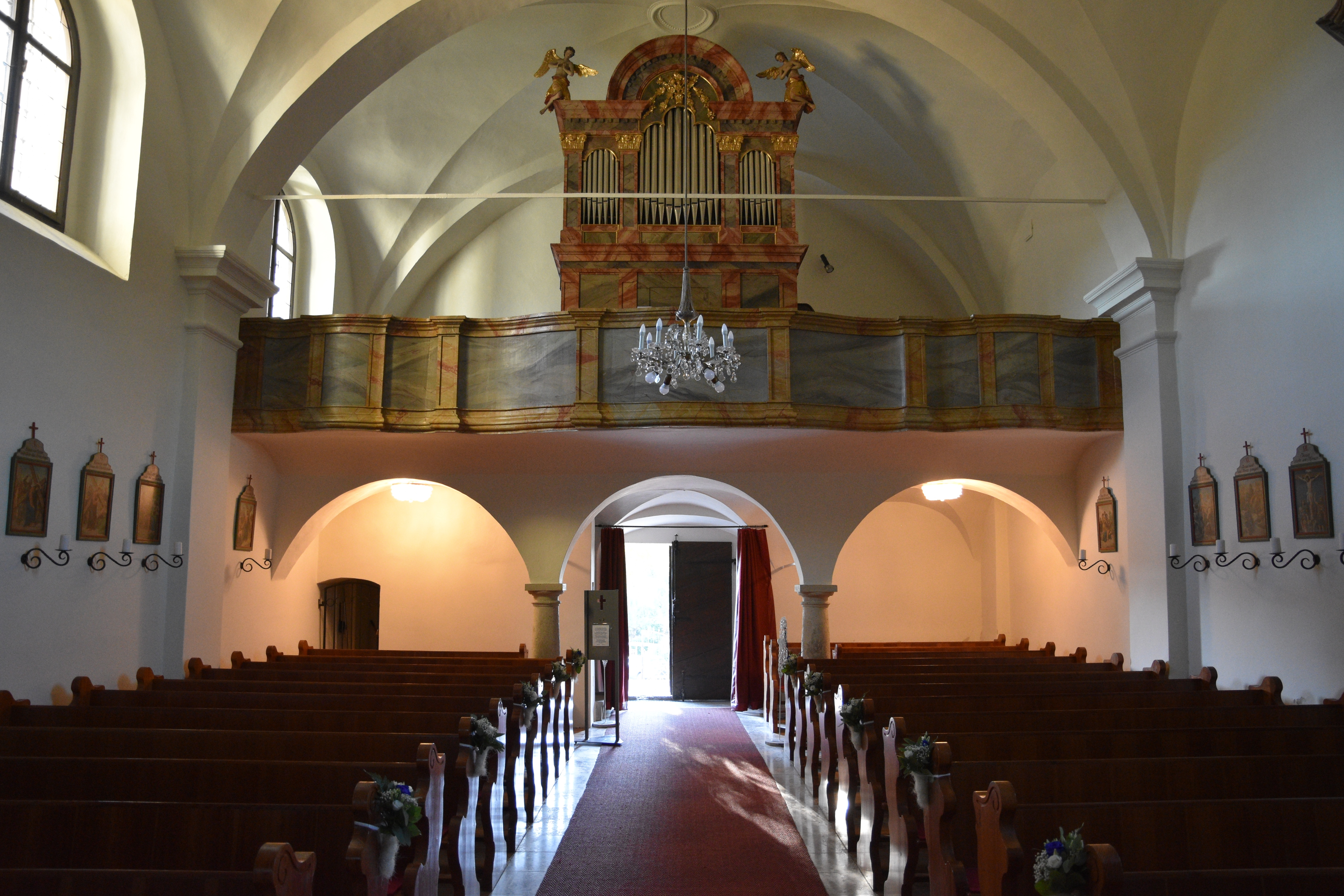
Filialkirche Übersbach

Johann Deutschmann (* 17. Dezember 1826 in Gasterey bei Georgenthal/Süd-Steiermark/Slowenien; † 22. Jänner 1886 in Wien) war ein altösterreichischer Klavier- und Orgelbauer.

## Leben
Johann Deutschmann d. Ä. wurde 1856 anlässlich seiner ersten Heirat in den Matriken noch als „Musik-Maschin-Fabriksarbeiter“ bezeichnet und wurde bei seiner zweiten Heirat 1860 bereits als befugter Orgelbauer in den Taufmatriken bezeichnet. Er dürfte den Orgelbau bei Karl Focht (1812–1856) erlernt haben, dessen Werkstätte er nach dessen Tod fortführte. J. Deutschmann fertigte insbesondere selbstspielende Ochestrions und Klaviere, die selbst im Kaiserhaus durchaus geschätzt wurden. Er erhielt 1880/81 das Privileg, sich als „k. und k. Hof-Orgelbauer“ bezeichnen zu dürfen.
Eine Verwandtschaft zu Friedrich Deutschmann und Jacob Deutschmann erscheint unwahrscheinlich, obgleich die beiden Werkstätten in unmittelbarer Nähe lagen.
Seine Werkstätte wurde nach seinem Tod von seinem Sohn Johann Deutschmann d. J. bis 1890 (1856–1903) weitergeführt, der daneben auch noch eine Kaffeesiederei betrieb.

## Werke
| Jahr | Ort                   | Gebäude                  | Bild | Manuale | Register | Bemerkungen                                                                                       |
| ---- | --------------------- | ------------------------ | ---- | ------- | -------- | ------------------------------------------------------------------------------------------------- |
| 1861 | Georgenthal/Slowenien | Pfarrkirche St. Georg    |      | I/P     | 14       | 1993 abgetragen und durch ein anderes Instrument ersetzt                                          |
| 1863 | Gamlitz               | Pfarrkirche Gamlitz      |      | II/P    | 22       | nicht erhalten, nur Prospektfront der Brüstungswerke vorhanden, seit 1985 Orgel von Walcker-Mayer |
| 1863 | Schlöglmühl           | Filialkirche Schlöglmühl |      | I       | 4        | Disposition                                                                                       |
| 1864 | Parndorf              | Pfarrkirche Parndorf     |      | II/P    | 15       | nicht erhalten, seit 2006 Orgel von Anton Škrabl                                                  |
| 1868 | Übersbach             | Filialkirche Übersbach   |      | I/P     | 7        | erhalten                                                                                          |